# Station Namps-Quevauvillers
Station Namps-Quevauvillers is een spoorwegstation in de Franse gemeente Namps-Maisnil.